# Christopher Czech
Christopher Czech (* 5. April 1989 in Bochum) ist ein deutscher Kanute.

## Karriere
Czech betreibt den Canadiersport seit 2002 auf dem Kemnader See, dem Trainingsgelände seines Vereins KC Wicking Bochum. Bereits zwei Jahre später wurde er zum ersten Mal ins Jugendnationalteam berufen. Sportlicher Höhepunkt war im Jahr 2007 die Teilnahme an der Junioren-Weltmeisterschaft der Kanuten in Račice u Štětí (Tschechien) mit einem 2. Platz im Vierer-Canadier (C 4) über 1000 m. Auf nationaler Ebene wurde Czech 2007 Deutscher Meister im Vierer-Canadier über 200 m sowie im C 8  über 500 m.
Czech steht im Seniorenkader des Deutschen Kanu-Verbandes. Er führt das Paddel links.